# 下元連
下元 連（しももと むらじ、1888年 - 1984年10月2日）は、日本の大蔵官僚、建築家、工学者（建築学）。
日本建築学会副会長、戦災復興院技監、戦災復興院営繕部部長、工学院大学工学部教授などを歴任した。

## 概要
大蔵省（のちの財務省）に所属する技師として、総理大臣官邸（のちに総理大臣公邸に転用）をはじめとする多数の官公庁を設計した。退官後は、下元設計事務所の代表として活動すると同時に、工学院大学工学部の教授として後進を育成した。

## 来歴

### 生い立ち
1888年、福岡県小倉市（のちの福岡県北九州市）にて生まれた。大志を抱いて上京し、東京帝国大学（のちの東京大学）に入学し建築学を学んだ。1914年、東京帝国大学工科大学の建築学科（のちの東京大学工学部建築学科）を卒業し、学士号を得た。

### 大蔵省にて

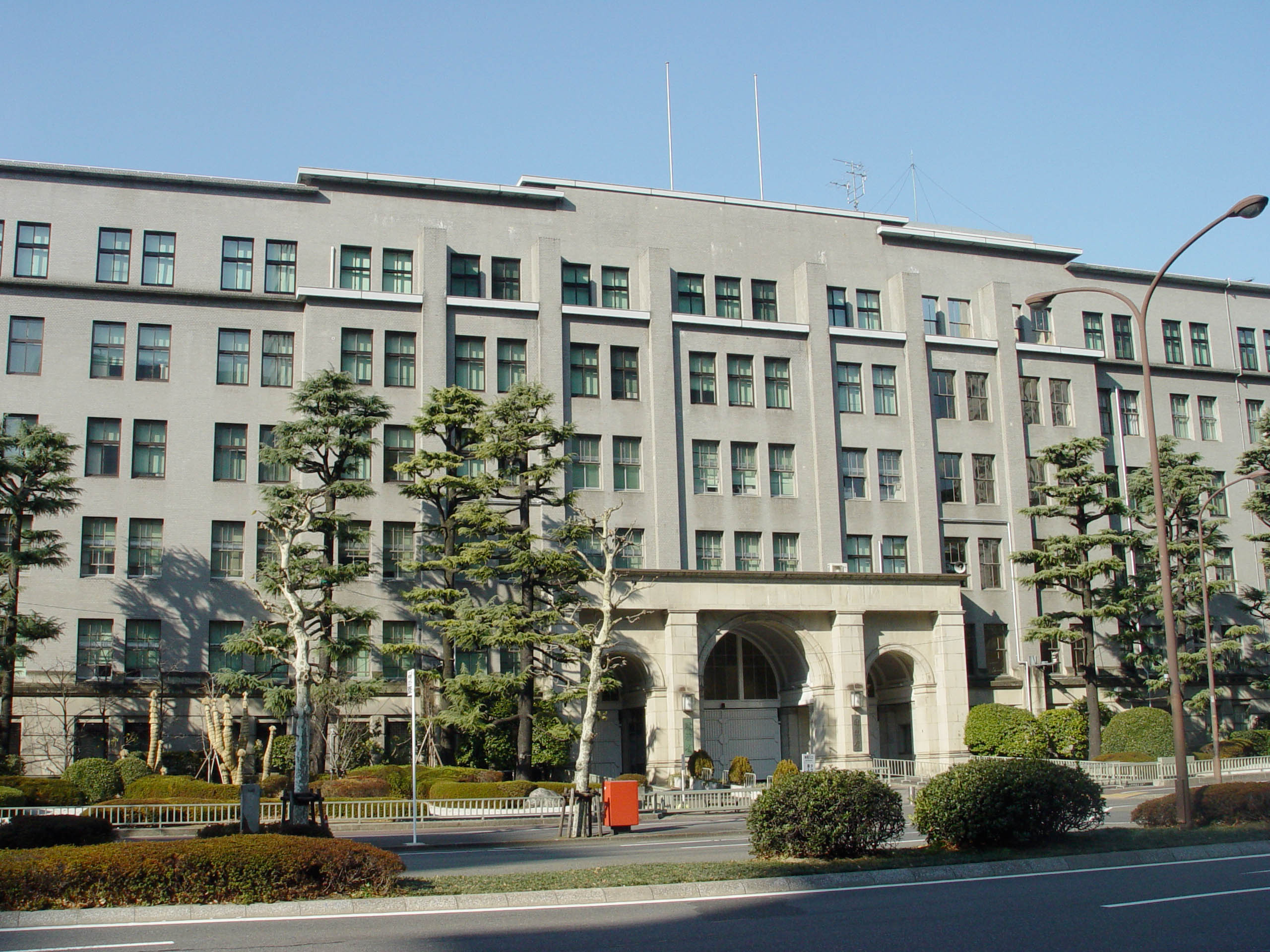
大蔵省庁舎（1943年竣工）

大学卒業後は、大蔵省の大臣官房臨時建築課雇として採用された。その後は国家公務員たる技師として、多数の官公庁の設計に携わることになる。内閣書記官長官舎（のちの内閣官房長官官舎）、警視庁庁舎、内務省庁舎（のちの人事院ビル）、大蔵省庁舎（のちの財務省庁舎）、横浜税関庁舎、門司税関庁舎、長崎税関庁舎などのプロジェクトに携わった。
大蔵省の営繕管財局工務部工務課第二製図係の係長だった際には、総理大臣官邸の設計主任を務めた。しかし、敷地内に2メートル近い段差があったことから、建物内の空間の配置に苦心することになる、また、建築資材の選定も下元が担当しており、喫煙室の内装材料以外は全て国産の資材を指定した。また、大蔵省庁舎の設計にも携わっている。しかし、当時は物資が不足し始めていたことから、1936年にいったん工事が中断され、その後小規模な工事が進められ、最終的に外壁のタイル貼りを行わないまま1943年に完成扱いとした。

### 晩年
1943年、日本建築学会の副会長に選任された。同じく副会長であった北沢五郎や島田藤らとともに、会長である小林政一を支えた。
太平洋戦争後は、大蔵省から戦災復興院（のちの国土交通省）に転じ、技監・営繕部部長として活躍した。戦災で荒廃した官公庁を復旧するべく、その陣頭指揮を執る。退官後は、自身の事務所として「下元建築事務所」を設立した。また、工学院大学にて工学部の教授として奉職し、後進の育成に尽力した。

## 設計の特徴

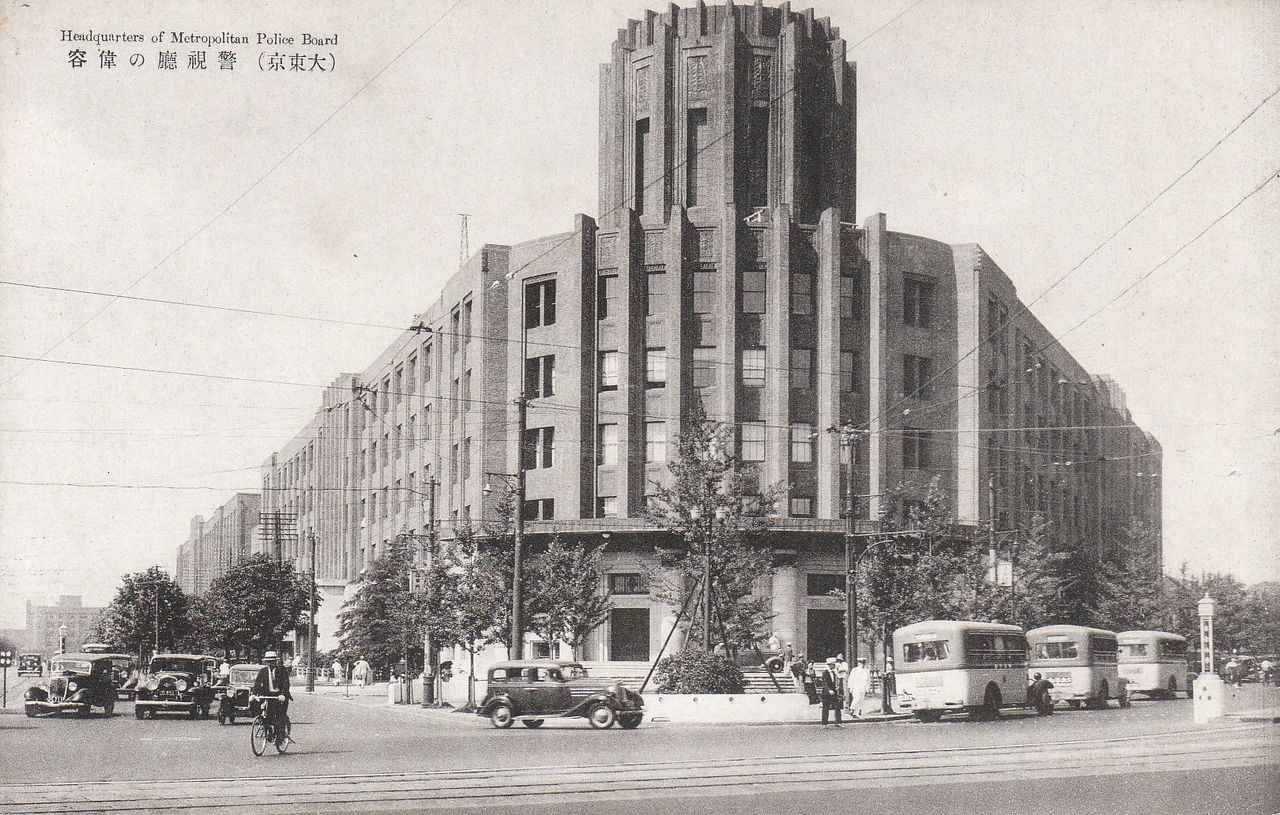
警視庁庁舎（1931年竣工）

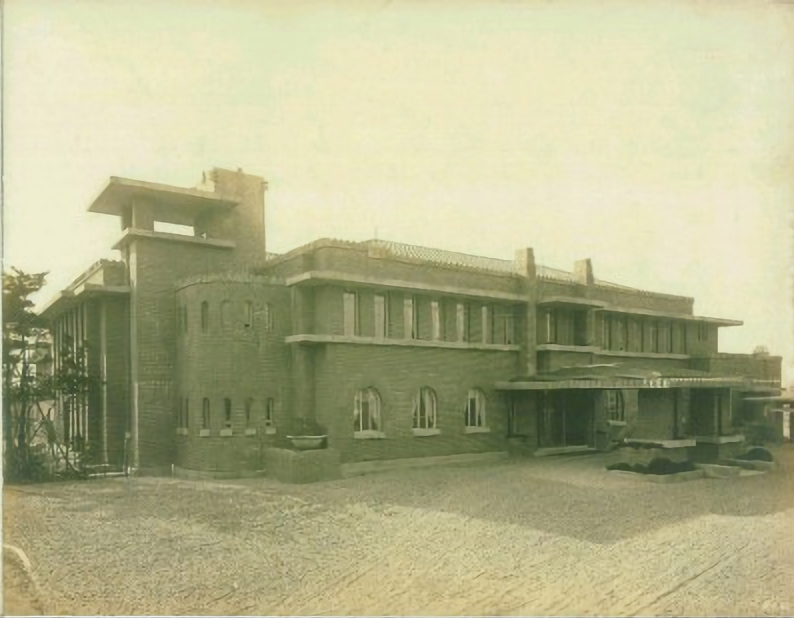
総理大臣官邸（1929年竣工）

窓の形状
下元は自身の作品を振り返り、「一階の窓を丸くする」点を特徴の一つとして挙げている。具体的には、警視庁庁舎、内務省庁舎、長崎税関庁舎などが該当する。
ライト風
下元の代表作として知られる総理大臣官邸については、基本計画、基本設計、プラン、エレベーションを下元が担当し、それを笹倉梅太郎が製図し図面に落とし込んだという。総理大臣官邸のミミズク像やレリーフについても、笹倉が担当した。総理大臣官邸はフランク・ロイド・ライトの影響が指摘されるが、下元自身は玄関ホールのインテリアが「最もライト思想の濃い」部分だと指摘し、これらは笹倉ら若手が力を発揮した部分だとしている。下元は「ライトの模倣ではない。ライト風ではある。ライトスクールというところでしょうけれども、直写模倣はほとんどない」と述べている。また、当時の時代背景について「ライトはあの頃、やはり帝国ホテルをこしらえて、日本では非常に珍しかったし、特に若い者が相当惹かれたというのは、これは当然」と語っている。
笹倉の手腕については高く評価しており、「非常にデザインのうまい男」と評している。笹倉が担当した総理大臣官邸の玄関ホールについても「細かいデザインなんか非常にライト風ですけど、よくあんな細かいものをやったものだと、今でも私は感心しております」と述べている。
また、一部の建築家らが総理大臣官邸について「華やか過ぎる」「あまりにライト的である」と批判したことに対しては、迎賓機能を兼ね備えている以上は華やかさも許容されると反論している。また、批判を耳にした東京帝国大学工学部教授の佐野利器が興味を持ち、実際に検分するため現場を訪れるという騒ぎも起きたが、調査を終えた佐野が高評価を下したため下元も安堵したという。

## 人物・発言
中島矢団次に対して
濱口政権当時、内閣総理大臣秘書官である中島矢団次から、総理大臣官邸の塀を高くするよう要請されたことがある。下元は景観上の問題点を指摘したものの、中島は警備上の観点からもっと高い塀で取り囲むべきだと主張した。中島から直接要望されたこともあり、下元は塀の高さは変えずに塀の上に有刺鉄線を張り巡らせる対応を採った。下元は「塀を高くするくらいで人心をどうすることもできないじゃないか」と懸念していたが、その直後、内閣総理大臣の濱口雄幸は東京駅で佐郷屋留雄に銃撃され、その後、没している。
吉田茂に対して
内閣総理大臣は総理大臣公邸に常駐する方が望ましいと常々考えており、「官邸として造ったんだから、少なくとも総理大臣公人としてはそこに住まうべきものだ」との発言も残されている。特に、総理大臣公邸に居住しなかった吉田茂に対しては、「大磯あたりにいてワンマン道路を造って通う（吉田元首相のこと）なんていうのは、けしからんこと」と辛辣な批評をしている。

## 設計の誤解
1985年5月14日、総理大臣官邸にて、国際新聞発行者大会の出席者らを招いたレセプションが開催された。その席上、内閣総理大臣の中曾根康弘が「この首相官邸は有名なライトの設計なんですね。これは一九二〇年代の建築ですけれども、日本はそのころから世界に門戸を開いていたわけです」とスピーチした。国外からの出席者は、中曾根の説明を聴いて感嘆の声を挙げた。なお、一部の聴衆は中曾根の発言の誤りに気づいたといわれているが、その場で指摘する者は誰もいなかったため、レセプションはそのまま進行した。

## 栄典
- 1921年（大正10年）7月1日 - 第一回国勢調査記念章[9]
- 1940年（昭和15年）8月15日 - 紀元二千六百年祝典記念章[10]

## 作品

### 竣工後の経過
下元が設計した建築物は、太平洋戦争による罹災により現存しないものも多い。また、戦後の政府機構の改革により呼称が変更されたり、別の用途に転用されたものも多い。たとえば、内閣書記官長官舎は内閣官房長官官舎となり、内務省庁舎は人事院ビルとして転用された。また、総理大臣官邸には一時「内閣総理大臣官舎」と書かれた表札が掲げられたものの、一般的には総理大臣官邸と呼称されることが多い。なお、2000年代に入ると、新しい総理大臣官邸が建設されることになり、下元が設計した旧総理大臣官邸は移設され、総理大臣公邸として転用されることになった。

### 主な作品

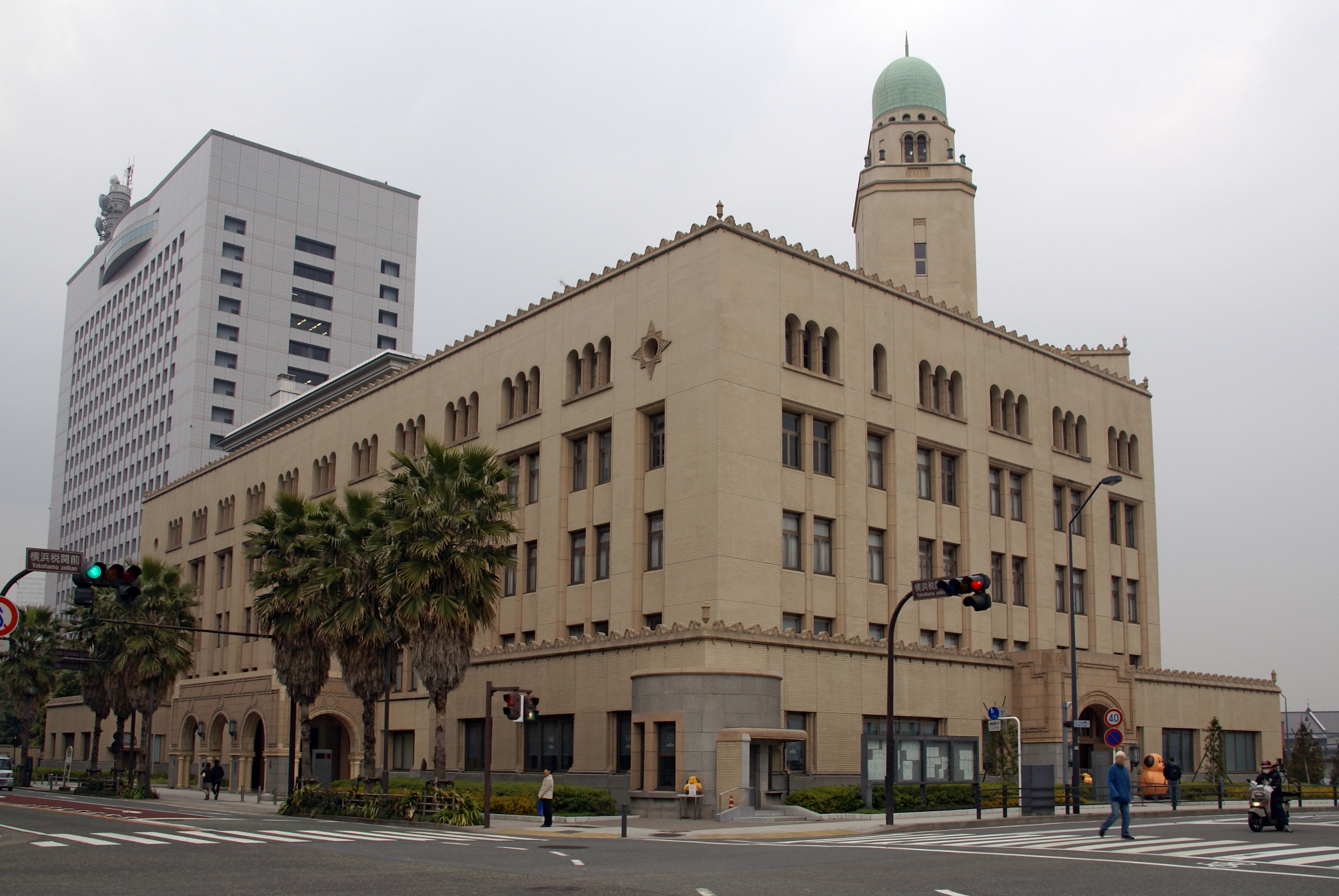
横浜税関庁舎（1934年竣工）

- 内閣総理大臣官舎（→総理大臣官邸→総理大臣公邸）
- 内閣書記官長官舎（→内閣官房長官官舎）
- 警視庁庁舎
- 内務省庁舎（→人事院ビル）
- 大蔵省庁舎（→財務省庁舎）
- 横浜税関
- 門司税関
- 長崎税関
- 工学院大学八王子キャンパス1号館（解体）

## 著作
- 下元連著『博物館・商品陳列館』常磐書房、1933年。
- 下元連著『博物館・商品陳列館』改訂版、常磐書房、1936年。
- 下元連著、「建築家下元連九十六年の軌跡」を刊行する会企画編集『建築家下元連九十六年の軌跡』営繕協会、1985年。